# Campeonato Argentino M18 2006
El Campeonato Argentino de Menores de 18 años de 2006 fue un torneo para los seleccionados M18 de las uniones regionales afiliadas a la Unión Argentina de Rugby. El torneo se llevó a cabo entre el 5 y 10 de noviembre de 2006 en Mar del Plata, Provincia de Buenos Aires, disputándose junto al Campeonato Argentino M20 de 2006.
El campeonato no se disputó en la Provincia de Córdoba por primera vez desde que los torneos M18 y M20 comenzaron a disputarse en conjunto en 2002. La sede elegida fue Mar del Plata, programada originalmente a disputarse en las instalaciones del Sporting Club. Posteriormente, la sede fue cambiada a las instalaciones del Pueyrredón Rugby Club, Biguá Rugby Club y el Club de la Unión del Sur, coincidiendo con la realización de los Juegos Suramericanos de 2006.
La Unión de Rugby de Tucumán venció 13-7 en la final al seleccionado de la Unión de Rugby de Buenos Aires, consiguiendo su primer torneo juvenil desde la obtención del torneo en el año 2000 e interrumpiendo cuatro años de dominación porteña en la categoría.  Nicolás Sánchez anotó dos penales y una conversión para Los Naranjitas en la final.

## Equipos participantes
Participaron de esta edición veintiséis equipos: veinticuatro uniones provinciales de Argentina y dos seleccionados sudamericanos invitados. 
| División                  | Equipo              | Unión                                                     |
| ------------------------- | ------------------- | --------------------------------------------------------- |
| Zona Campeonato 8 equipos | Buenos Aires        | Unión de Rugby de Buenos Aires                            |
| Zona Campeonato 8 equipos | Córdoba             | Unión Cordobesa de Rugby                                  |
| Zona Campeonato 8 equipos | Cuyo                | Unión de Rugby de Cuyo                                    |
| Zona Campeonato 8 equipos | Mar del Plata       | Unión de Rugby de Mar del Plata                           |
| Zona Campeonato 8 equipos | Rosario             | Unión de Rugby de Rosario                                 |
| Zona Campeonato 8 equipos | Salta               | Unión de Rugby de Salta                                   |
| Zona Campeonato 8 equipos | Sur                 | Unión de Rugby del Sur                                    |
| Zona Campeonato 8 equipos | Tucumán             | Unión de Rugby de Tucumán                                 |
| Zona Ascenso A 8 equipos  | Alto Valle          | Unión de Rugby del Alto Valle de Río Negro y Neuquén      |
| Zona Ascenso A 8 equipos  | Austral             | Unión de Rugby Austral                                    |
| Zona Ascenso A 8 equipos  | Entre Ríos          | Unión Entrerriana de Rugby                                |
| Zona Ascenso A 8 equipos  | Oeste               | Unión de Rugby del Oeste de Buenos Aires                  |
| Zona Ascenso A 8 equipos  | Noreste             | Unión de Rugby del Noreste                                |
| Zona Ascenso A 8 equipos  | San Juan            | Unión Sanjuanina de Rugby                                 |
| Zona Ascenso A 8 equipos  | Santa Fe            | Unión Santafesina de Rugby                                |
| Zona Ascenso A 8 equipos  | Uruguay             | Unión de Rugby del Uruguay                                |
| Zona Ascenso B 6 equipos  | Chile               | Federación de Rugby de Chile                              |
| Zona Ascenso B 6 equipos  | Chubut              | Unión de Rugby del Valle de Chubut                        |
| Zona Ascenso B 6 equipos  | Lagos del Sur       | Unión de Rugby Lagos del Sur                              |
| Zona Ascenso B 6 equipos  | Misiones            | Unión de Rugby de Misiones                                |
| Zona Ascenso B 6 equipos  | Santiago del Estero | Unión Santiagueña de Rugby                                |
| Zona Ascenso B 6 equipos  | Tierra del Fuego    | Unión de Rugby de Tierra del Fuego                        |
| Zona Desarrollo 4 equipos | Centro              | Unión de Rugby del Centro de la Provincia de Buenos Aires |
| Zona Desarrollo 4 equipos | Formosa             | Unión de Rugby de Formosa                                 |
| Zona Desarrollo 4 equipos | La Rioja            | Unión Riojana de Rugby                                    |
| Zona Desarrollo 4 equipos | San Luis            | Unión de Rugby San Luis                                   |

En cursiva los seleccionados internacionales invitados.
Debido al cambio de formato en la Zona Ascenso A, pasando de seis a ocho equipos, hubo cambios en el intercambio de plazas respecto a la temporada anterior: el descenso de Alto Valle fue anulado, mientras que el segundo de la Zona Ascenso B, Oeste, ascendió junto a los campeones, la Unión de Rugby Austral. El mismo escenario se dio en la Zona Ascenso B: Tierra del Fuego mantuvo la categoría, mientras que Chile se sumó al ascenso de la Unión de Rugby de los Lagos del Sur. Debido a estos ascensos y las ausencias de Jujuy y otros equipos invitados, la Zona Desarrollo se redujo de diez a cuatro equipos.

## Zona Campeonato
|  | Cuartos de final | Cuartos de final | Cuartos de final |         |              | Semifinales    | Semifinales    | Semifinales    |  |              | Final           | Final           | Final           |  |
|  | 5 de noviembre   | 5 de noviembre   | 5 de noviembre   |         |              | 7 de noviembre | 7 de noviembre | 7 de noviembre |  |              | 10 de noviembre | 10 de noviembre | 10 de noviembre |  |
|  |                  |                  |                  |         |              |                |                |                |  |              |                 |                 |                 |  |
|  |                  |                  |                  |         |              |                |                |                |  |              |                 |                 |                 |  |
|  | Buenos Aires     | Buenos Aires     | 52               |         |              |                |                |                |  |              |                 |                 |                 |  |
|  | Buenos Aires     | Buenos Aires     | 52               |         |              |                |                |                |  |              |                 |                 |                 |  |
|  | Sur              | Sur              | 0                |         |              |                |                |                |  |              |                 |                 |                 |  |
|  | Sur              | Sur              | 0                |         | Buenos Aires | Buenos Aires   | 36             |                |  |              |                 |                 |                 |  |
|  |                  |                  |                  |         | Buenos Aires | Buenos Aires   | 36             |                |  |              |                 |                 |                 |  |
|  |                  |                  | Córdoba          | Córdoba | 23           |                |                |                |  |              |                 |                 |                 |  |
|  | Córdoba          | Córdoba          | Córdoba          | Córdoba | 23           | 13             |                |                |  |              |                 |                 |                 |  |
|  | Córdoba          | Córdoba          |                  |         |              |                |                |                |  |              |                 |                 |                 |  |
|  | Rosario          | Rosario          | 8                |         |              |                |                |                |  |              |                 |                 |                 |  |
|  | Rosario          | Rosario          | 8                |         |              |                |                |                |  | Buenos Aires | Buenos Aires    | 7               |                 |  |
|  |                  |                  |                  |         |              |                |                |                |  | Buenos Aires | Buenos Aires    | 7               |                 |  |
|  |                  |                  | Tucumán          | Tucumán | 13           |                |                |                |  |              |                 |                 |                 |  |
|  | Cuyo             | Cuyo             | Tucumán          | Tucumán | 13           | 18             |                |                |  |              |                 |                 |                 |  |
|  | Cuyo             | Cuyo             |                  |         |              |                |                |                |  |              |                 |                 |                 |  |
|  | Mar del Plata    | Mar del Plata    | 17               |         |              |                |                |                |  |              |                 |                 |                 |  |
|  | Mar del Plata    | Mar del Plata    | 17               |         | Cuyo         | Cuyo           | 10             |                |  |              |                 |                 |                 |  |
|  |                  |                  |                  |         | Cuyo         | Cuyo           | 10             |                |  |              |                 |                 |                 |  |
|  |                  |                  | Tucumán          | Tucumán | 18           |                |                |                |  |              |                 |                 |                 |  |
|  | Tucumán          | Tucumán          | Tucumán          | Tucumán | 18           | 20             |                |                |  |              |                 |                 |                 |  |
|  | Tucumán          | Tucumán          |                  |         |              |                |                |                |  |              |                 |                 |                 |  |
|  | Salta            | Salta            | 3                |         |              |                |                |                |  |              |                 |                 |                 |  |
|  | Salta            | Salta            | 3                |         |              |                |                |                |  |              |                 |                 |                 |  |
|  |                  |                  |                  |         |              |                |                |                |  |              |                 |                 |                 |  |

### Primera fecha
| 5 de noviembre | Buenos Aires | 52 - 0  | Sur | Parque Camet, Mar del Plata |  |
|                |              | Reporte |     |                             |  |

| 5 de noviembre | Córdoba | 13 - 8  | Rosario | Parque Camet, Mar del Plata |  |
|                |         | Reporte |         |                             |  |

| 5 de noviembre | Cuyo | 18 - 17 | Mar del Plata | Parque Camet, Mar del Plata |  |
|                |      | Reporte |               |                             |  |

| 5 de noviembre | Tucumán | 20 - 3  | Salta | Parque Camet, Mar del Plata |  |
|                |         | Reporte |       |                             |  |

### Segunda fecha
Partidos 1.°-4.° puesto
| 7 de noviembre | Buenos Aires | 36 - 23 | Córdoba | Parque Camet, Mar del Plata |  |
|                |              | Reporte |         |                             |  |

| 7 de noviembre | Cuyo | 10 - 18 | Tucumán | Parque Camet, Mar del Plata |  |
|                |      | Reporte |         |                             |  |

Partidos 5.°-8.° puesto
| 7 de noviembre | Sur | 15 - 24 | Rosario | Parque Camet, Mar del Plata |  |
|                |     | Reporte |         |                             |  |

| 7 de noviembre | Mar del Plata | 8 - 18  | Salta | Parque Camet, Mar del Plata |  |
|                |               | Reporte |       |                             |  |

### Tercera fecha
Final
| 10 de noviembre | Buenos Aires | 7 - 13  | Tucumán | Parque Camet, Mar del Plata        |                                    |
|                 |              | Reporte |         | Árbitro(s): Andrés Ramos (Mendoza) | Árbitro(s): Andrés Ramos (Mendoza) |

Partido 3.° puesto
| 10 de noviembre | Córdoba | 40 - 34 | Cuyo | Parque Camet, Mar del Plata |  |
|                 |         | Reporte |      |                             |  |

Partido 5.° puesto
| 10 de noviembre | Rosario | 26 - 34 | Salta | Parque Camet, Mar del Plata |  |
|                 |         | Reporte |       |                             |  |

Partido 7.° puesto
| 10 de noviembre | Sur | 17 - 17 | Mar del Plata | Parque Camet, Mar del Plata |  |
|                 |     | Reporte |               |                             |  |

| Bandera de la Provincia de Tucumán |
| Tucumán Campeón                    |

## Zona Ascenso A
|  | Cuartos de final | Cuartos de final | Cuartos de final |            |            | Semifinales    | Semifinales    | Semifinales    |  |          | Final           | Final           | Final           |  |
|  | 5 de noviembre   | 5 de noviembre   | 5 de noviembre   |            |            | 7 de noviembre | 7 de noviembre | 7 de noviembre |  |          | 10 de noviembre | 10 de noviembre | 10 de noviembre |  |
|  |                  |                  |                  |            |            |                |                |                |  |          |                 |                 |                 |  |
|  |                  |                  |                  |            |            |                |                |                |  |          |                 |                 |                 |  |
|  | Santa Fe         | Santa Fe         | 33               |            |            |                |                |                |  |          |                 |                 |                 |  |
|  | Santa Fe         | Santa Fe         | 33               |            |            |                |                |                |  |          |                 |                 |                 |  |
|  | Oeste            | Oeste            | 12               |            |            |                |                |                |  |          |                 |                 |                 |  |
|  | Oeste            | Oeste            | 12               |            | Santa Fe   | Santa Fe       | 10             |                |  |          |                 |                 |                 |  |
|  |                  |                  |                  |            | Santa Fe   | Santa Fe       | 10             |                |  |          |                 |                 |                 |  |
|  |                  |                  | Noreste          | Noreste    | 0          |                |                |                |  |          |                 |                 |                 |  |
|  | Noreste          | Noreste          | Noreste          | Noreste    | 0          | 13             |                |                |  |          |                 |                 |                 |  |
|  | Noreste          | Noreste          |                  |            |            |                |                |                |  |          |                 |                 |                 |  |
|  | San Juan         | San Juan         | 13               |            |            |                |                |                |  |          |                 |                 |                 |  |
|  | San Juan         | San Juan         | 13               |            |            |                |                |                |  | Santa Fe | Santa Fe        | 34              |                 |  |
|  |                  |                  |                  |            |            |                |                |                |  | Santa Fe | Santa Fe        | 34              |                 |  |
|  |                  |                  | Alto Valle       | Alto Valle | 17         |                |                |                |  |          |                 |                 |                 |  |
|  | Uruguay          | Uruguay          | Alto Valle       | Alto Valle | 17         | 0              |                |                |  |          |                 |                 |                 |  |
|  | Uruguay          | Uruguay          |                  |            |            |                |                |                |  |          |                 |                 |                 |  |
|  | Alto Valle       | Alto Valle       | 18               |            |            |                |                |                |  |          |                 |                 |                 |  |
|  | Alto Valle       | Alto Valle       | 18               |            | Alto Valle | Alto Valle     | 32             |                |  |          |                 |                 |                 |  |
|  |                  |                  |                  |            | Alto Valle | Alto Valle     | 32             |                |  |          |                 |                 |                 |  |
|  |                  |                  | Entre Ríos       | Entre Ríos | 19         |                |                |                |  |          |                 |                 |                 |  |
|  | Entre Ríos       | Entre Ríos       | Entre Ríos       | Entre Ríos | 19         | 13             |                |                |  |          |                 |                 |                 |  |
|  | Entre Ríos       | Entre Ríos       |                  |            |            |                |                |                |  |          |                 |                 |                 |  |
|  | Austral          | Austral          | 5                |            |            |                |                |                |  |          |                 |                 |                 |  |
|  | Austral          | Austral          | 5                |            |            |                |                |                |  |          |                 |                 |                 |  |
|  |                  |                  |                  |            |            |                |                |                |  |          |                 |                 |                 |  |

### Primera fecha
| 5 de noviembre | Santa Fe | 33 - 12 | Oeste | Parque Camet, Mar del Plata |  |
|                |          | Reporte |       |                             |  |

| 5 de noviembre                             | Noreste | 13 - 13 | San Juan | Parque Camet, Mar del Plata |  |
|                                            |         | Reporte |          |                             |  |
| Noreste gana por apoyar más tries (2 a 1). |         |         |          |                             |  |

| 5 de noviembre | Uruguay | 0 - 18  | Alto Valle | Parque Camet, Mar del Plata |  |
|                |         | Reporte |            |                             |  |

| 5 de noviembre | Entre Ríos | 13 - 5  | Austral | Parque Camet, Mar del Plata |  |
|                |            | Reporte |         |                             |  |

### Segunda fecha
Partidos 1.°-4.° puesto
| 7 de noviembre | Santa Fe | 10 - 0  | Noreste | Parque Camet, Mar del Plata |  |
|                |          | Reporte |         |                             |  |

| 7 de noviembre | Alto Valle | 32 - 19 | Entre Ríos | Parque Camet, Mar del Plata |  |
|                |            | Reporte |            |                             |  |

Partidos 5.°-8.° puesto
| 7 de noviembre | Oeste | 25 - 10 | San Juan | Parque Camet, Mar del Plata |  |
|                |       | Reporte |          |                             |  |

| 7 de noviembre | Uruguay | 18 - 10 | Austral | Parque Camet, Mar del Plata |  |
|                |         | Reporte |         |                             |  |

### Tercera fecha
Final
| 10 de noviembre | Santa Fe | 34 - 17 | Alto Valle | Parque Camet, Mar del Plata |  |
|                 |          | Reporte |            |                             |  |

Partido 3.° puesto
| 10 de noviembre | Noreste | 14 - 46 | Entre Ríos | CUDS, Mar del Plata |  |
|                 |         | Reporte |            |                     |  |

Partido 5.° puesto
| 10 de noviembre | Oeste | 5 - 20  | Uruguay | Parque Camet, Mar del Plata |  |
|                 |       | Reporte |         |                             |  |

Partido 7.° puesto
| 10 de noviembre | San Juan | 5 - 5   | Austral | Parque Camet, Mar del Plata |  |
|                 |          | Reporte |         |                             |  |

| Bandera de la Provincia de Santa Fe |
| Santa Fe Campeón Zona Ascenso A     |

## Zona Ascenso B
| Pos. | Equipos          | Partidos | Partidos | Partidos | Tantos | Tantos | Tantos | Pts. |
| Pos. | Equipos          | G        | E        | P        | PF     | PC     | DP     | Pts. |
| ---- | ---------------- | -------- | -------- | -------- | ------ | ------ | ------ | ---- |
| 1.°  | Chubut           | 3        | 0        | 0        | 68     | 30     | +38    |      |
| 2.°  | Sgo. del Estero  | 2        | 0        | 1        | 49     | 39     | +10    |      |
| 3.°  | Chile            | 2        | 0        | 1        | 74     | 35     | +39    |      |
| 4.°  | Lagos del Sur    | 1        | 0        | 2        | 46     | 78     | -32    |      |
| 5.°  | Tierra del Fuego | 1        | 0        | 2        | 37     | 66     | -29    | 4    |
| 6.°  | Misiones         | 0        | 0        | 3        | 41     | 67     | -26    | 1    |

Primera fecha
| 5 de noviembre | Santiago del Estero | 15 - 12 | Chile | Parque Camet, Mar del Plata |  |
|                |                     | Reporte |       |                             |  |

| 5 de noviembre | Misiones | 8 - 22  | Tierra del Fuego | Biguá Rugby Club, Mar del Plata |  |
|                |          | Reporte |                  |                                 |  |

| 5 de noviembre | Chubut | 29 - 9  | Lagos del Sur | Parque Camet, Mar del Plata |  |
|                |        | Reporte |               |                             |  |

Segunda fecha
| 7 de noviembre | Lagos del Sur | 12 - 28 | Chile | Parque Camet, Mar del Plata |  |
|                |               | Reporte |       |                             |  |

| 7 de noviembre | Chubut | 24 - 7  | Tierra del Fuego | Biguá Rugby Club, Mar del Plata |  |
|                |        | Reporte |                  |                                 |  |

| 7 de noviembre | Santiago del Estero | 20 - 12 | Misiones | Parque Camet, Mar del Plata |  |
|                |                     | Reporte |          |                             |  |

Tercera fecha
| 10 de noviembre | Lagos del Sur | 25 - 21 | Misiones | CUDS, Mar del Plata |  |
|                 |               | Reporte |          |                     |  |

| 10 de noviembre | Tierra del Fuego | 8 - 34  | Chile | Biguá Rugby Club, Mar del Plata |  |
|                 |                  | Reporte |       |                                 |  |

| 10 de noviembre | Santiago del Estero | 14 - 15 | Chubut | Biguá Rugby Club, Mar del Plata |  |
|                 |                     | Reporte |        |                                 |  |

| Bandera de la Provincia del Chubut |
| Chubut Campeón Zona Ascenso B      |

## Zona Desarrollo
| Pos. | Equipos  | Partidos | Partidos | Partidos | Tantos | Tantos | Tantos | Pts. |
| Pos. | Equipos  | G        | E        | P        | PF     | PC     | DP     | Pts. |
| ---- | -------- | -------- | -------- | -------- | ------ | ------ | ------ | ---- |
| 1.°  | Centro   | 3        | 0        | 0        | 111    | 26     | +85    | 15   |
| 2.°  | Formosa  | 2        | 0        | 1        | 63     | 49     | +14    | 9    |
| 3.°  | San Luis | 1        | 0        | 2        | 57     | 59     | -2     | 6    |
| 4.°  | La Rioja | 0        | 0        | 2        | 15     | 112    | -97    | 0    |

Primera fecha
| 5 de noviembre | Centro | 43 - 15 | San Luis | Biguá Rugby Club, Mar del Plata |  |
|                |        | Reporte |          |                                 |  |

| 5 de noviembre | Formosa | 41 - 10 | La Rioja | Biguá Rugby Club, Mar del Plata |  |
|                |         | Reporte |          |                                 |  |

Segunda fecha
| 7 de noviembre | Centro | 39 - 5  | La Rioja | Biguá Rugby Club, Mar del Plata |  |
|                |        | Reporte |          |                                 |  |

| 7 de noviembre | Formosa | 16 - 10 | San Luis | Biguá Rugby Club, Mar del Plata |  |
|                |         | Reporte |          |                                 |  |

Tercera fecha
| 10 de noviembre | Centro | 29 - 6  | Formosa | Parque Camet, Mar del Plata |  |
|                 |        | Reporte |         |                             |  |

| 10 de noviembre | San Luis | 32 - 0  | La Rioja | Biguá Rugby Club, Mar del Plata |  |
|                 |          | Reporte |          |                                 |  |

| Bandera de la Provincia de Buenos Aires |
| Centro Campeón Zona Desarrollo          |